# تاین و ور
تاین و ور (به انگلیسی: Tyne and Wear) یکی از شهرستان‌های کشور انگلستان است که در ناحیه شمال شرقی انگلستان قرار دارد.

## جغرافیا
این شهرستان در سال ۲۰۱۱ میلادی ۱٬۱۰۴٬۱۰۰ نفر جمعیت داشته‌است.

## تاریخ
شهرستان تاین و ور در سال ۱۹۷۴ تأسیس شده‌است

## بخش‌ها
1. متروپولیتن بورو آف گیتس‌هد
2. نیوکاسل
3. تاینساید جنوبی
4. تاینساید شمالی
5. ساندرلند